# جلوة راكان (مسلسل)
جلوة راكان مسلسل بدوي أردني عرض على التلفزيون الأردني في بداية الثمانينات من بطولة الفنان الأردني روحي الصفدي ومجموعة من الفنانين الأردنين والعراقيين يتحدث عن جلوة عشائرية.

## القصة
تدور قضة المسلسل حول جلوة عشائرية والتي تكون في حالات القتل بين العشائر وما يتبعها من أحداث.

## الممثلون
- روحي الصفدي بدور راكان
- أمل الدباس
- رفعت النجار
- داود جلاجل
- عبد الكريم القواسمي
- محمد القباني
- محمود أبو غريب
- وليد بركات
- علي السمير
- موسى عيوش
- حابس العبادي
- شايش النعيمي
- التفات عزيز
- زياد الجغبير
- عبد المنعم جراد
- محمد ختوم
- نبيل نجم
- هاله هادي
- صقر فهد
- إبراهيم قواسمي
- أنطوانيت نجيب
- نصر عناني
- سهير فهد
- موسى عمار

## الطاقم
- قصة: صقر فهد
- سيناريو وحوار: أديب السيد
- المعالجة البدوية: عبد الرحمن العقرباوي
- مخرج مساعد: ماجد مسيب
- المخرج: عروة زريقات
- الإنتاج: التلفزيزن الأردني وعالية للإنتاج
- التوزيع: ميثاق للإنتاج والتوزيع الفني